# Viniegra de Abajo
Viniegra de Abajo is een gemeente in de Spaanse provincie en regio La Rioja met een oppervlakte van 65,68 km². Viniegra de Abajo telt 82 inwoners (1 januari 2016).

## Demografische ontwikkeling

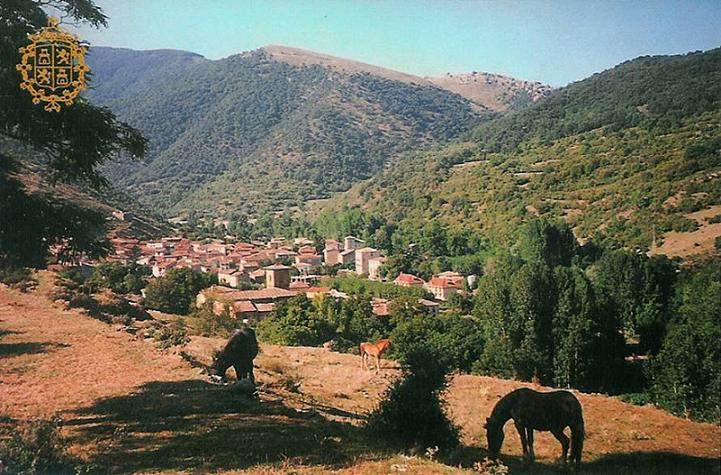
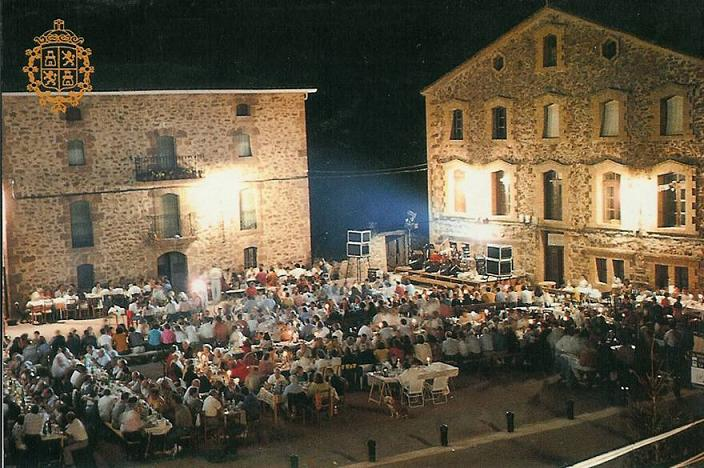
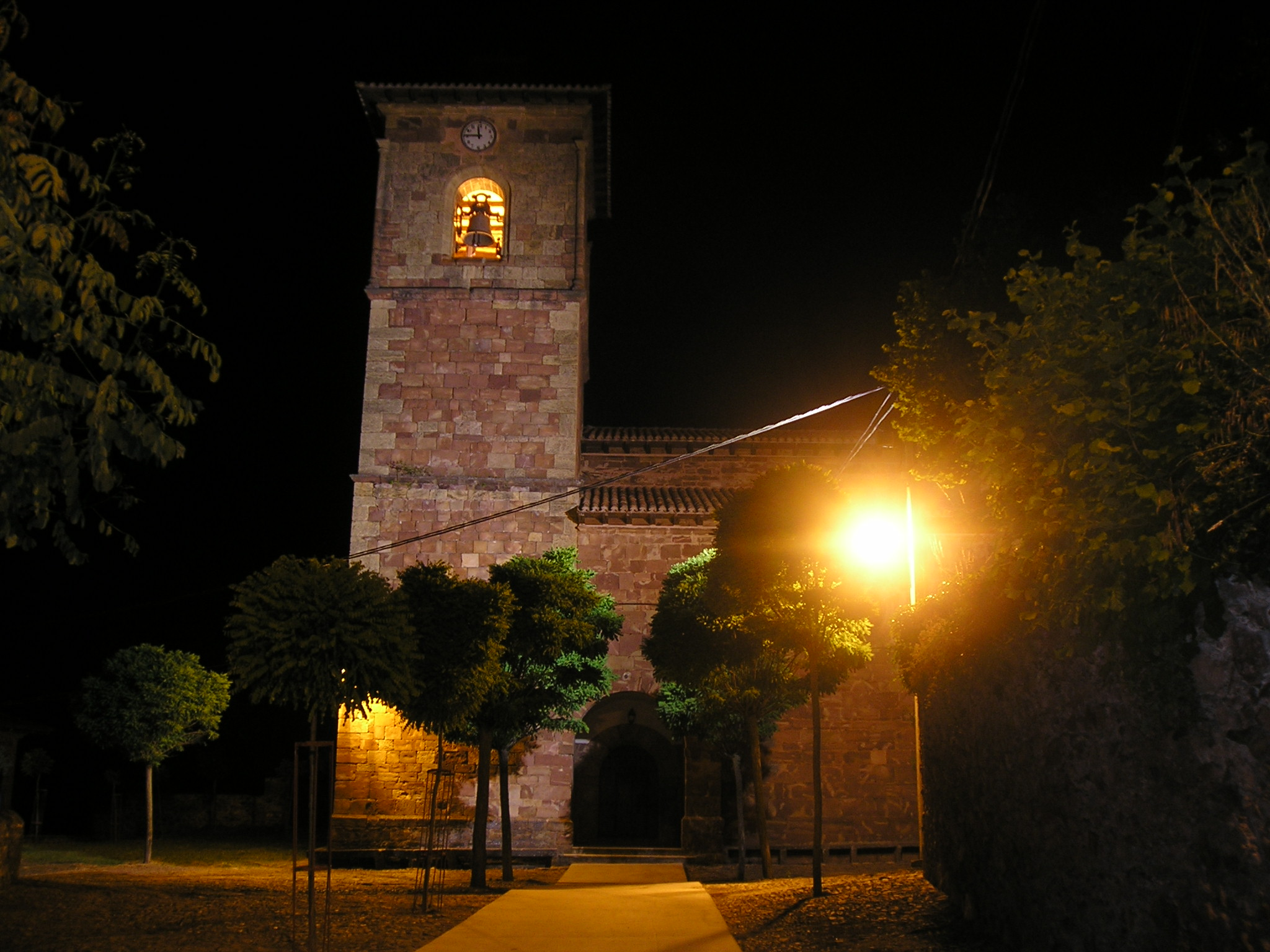
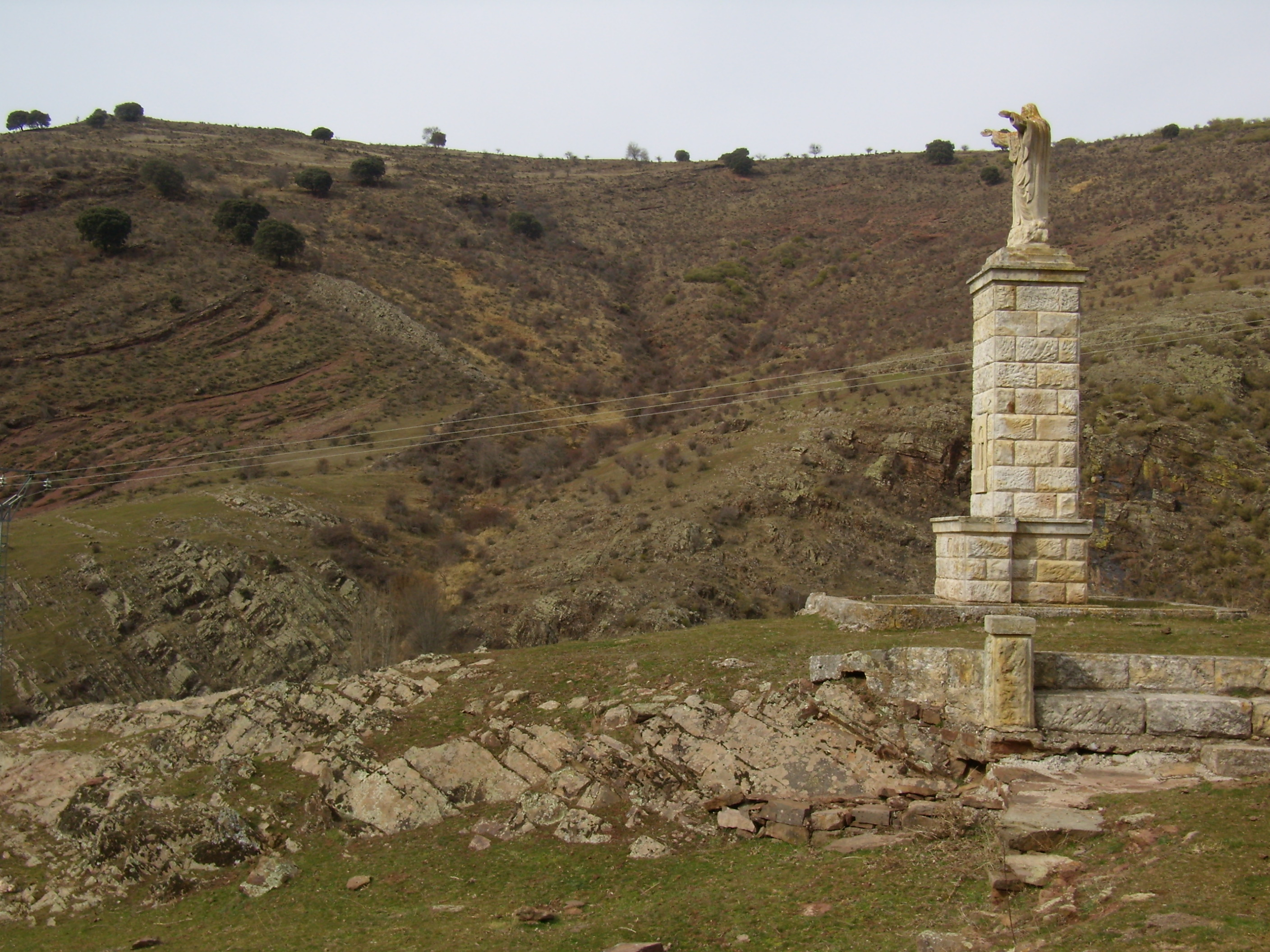

Bron: INE, 1857-2011: volkstellingen